# Leslie Savage
Leslie Savage (* 16. März 1897 in London; † 26. August 1979 in Worthing) war ein britischer Schwimmer.

## Karriere
Savage nahm 1920 erstmals an Olympischen Spielen teil. In Antwerpen rückte er im Wettbewerb über 100 m Freistil als Dritter seines Vorlaufs nicht in das Halbfinale vor. Mit der britischen Staffel über 4 × 200 m Freistil erreichte er den dritten Rang und sicherte sich somit Bronze. Zwischen 1922 und 1924 platzierte sich der Schwimmer bei verschiedenen regionalen und nationalen Wettbewerben auf dem Podium. 1924 war er zusätzlich erneut Teilnehmer der Olympischen Spiele in Paris. Hier schwamm er im Wettbewerb über 4 × 200 m Freistil zunächst im Vorlauf für die britische Staffel, wurde dann aber für das Halbfinale und das nachfolgende Finale durch John Thomson ersetzt.
Neben dem Schwimmsport war der Brite auch im Wasserball aktiv. Beruflich betätigte er sich für die Lloyds Bank.